# 나오에 가네쓰구
나오에 가네쓰구(일본어: 直江兼続, 1560년 ~ 1619년 1월 23일)는 센고쿠 시대부터 에도 시대 초기까지의 무장으로, 우에스기씨의 가로이다. 나가오 마사카게를 섬긴 히구치 가네토요의 장남으로, 어머니는 우에스기씨의 중신 나오에 가게쓰나의 여동생이다.

## 생애

### 어린 시절
1560년에 히구치 가네토요의 장남으로써 에치고의 사카도성(현재의 니가타현 미나미우오누마시)에서 태어났다는 설과, 현재의 니가타 현 미나미우오누마 군 유자와정에 히구치 성을 가진 사람들이 많이 거주했던 점에서 에치고유자와에서 출생했다는 설이 존재한다. 그러나 이를 입증할 수 있는 신빙성 있는 사료는 거의 없다. 1564년 우에다 나가오씨의 당주인 나가오 마사카게가 죽으면서 우에스기 겐신의 양자가 된 나가오 아키카게(후의 우에스기 가게카쓰)를 따라 가스가야마성에 들어와, 그 때부터 가게카쓰를 섬기게 되었다.

### 나오에씨 상속
겐신이 급사한 뒤, 1578년에 우에스기씨의 가독 계승을 둘러싸고 일어난 오다테의 난에서는 아버지 가네토요와 함께 가게카쓰 쪽에 가세하였다. 1580년 8월 이후, 가게카쓰의 측근으로 활동하였다는 사료를 확인할 수 있다. 9월 23일에는 가케카쓰 인반장의 모시쓰기를 맡았다. 1581년에 가게카쓰의 측근인 나오에 노부쓰나와 야마자키 슈센이 모리 히데히로에게 죽임을 당하는 사건이 일어나자, 가게카쓰의 명에 의해 가게카쓰는 나오에 가게쓰나의 딸로 노부쓰나의 처였던 오센노카타와 재혼하여, 나오에 씨를 계승해 에치고의 요이타 성주가 되었다. 이후, 우에스기 씨는 가네쓰구와 가리노 히데하루를 중심으로 한 집정 체제가 되었다.

### 도요토미 정권 시대
1583년에는 야마시로노카미를 칭했다. 1584년 말, 가리노 히데하루가 병으로 쓰러지면서 가네쓰구는 내정과 외교 분야의 대부분의 일을 담당하게 되었다. 히데하루 사후에는 가네쓰구의 단독적인 집정 체제가 이루어졌으며 이는 가네쓰구가 죽을 때까지 계속되었다. 당시의 우에스기가신들은 가게카쓰를 '오야카타', 가네쓰구를 '단나'로 경칭하여 이두 정치에 가까워지게 되었다. 1586년 8월 7일, 주군 가게카쓰는 종4위하 좌근위권소장에 서임되었고, 가네쓰구도 종5위하에 서임되었다.
시바타 시게이에의 난에서는 중요한 전략지인 니가타를 둘러싸고 격렬한 공방전이 계속되었으나, 1583년 당시 니가타는 습지였기 때문에 폭우에 의해 우에스기의 군세가 패배하고 말았다. 가네쓰구는 이에 대한 대책으로 강줄기가 정해지지 않고 주류와 지류가 그물처럼 흐르고 있던 당시의 시나노강의 지류인 나카노구치 강을 개착하는 등, 현재의 니가타 평야의 기초를 닦으면서 점점 시바타의 군세를 몰아붙여 1586년 1월 9일 니가타 성과 눗타리 성에서 시바타 군세를 축출하였다. 이를 통해 니가타 나루의 경제적 권리를 잃어버린 시바타 시게이에의 세력은 급속히 약화되었다. 1587년 11월 13일, 가네쓰구는 후지타 노부요시 등과 함께 시바타성의 지성을 공격하였고, 그 직후 시바타 성을 함락시켜 난을 수습하였다.
1588년 10월 7일에는 관백 도요토미 히데요시로부터 도요토미 성씨를 하사받아, 도요토미 가네쓰구로 이름을 고침과 동시에 야마시로노카미 자리를 하사받았다. 그 후, 1589년의 사도 정벌에 가게카쓰를 종군하였고, 그 공으로 평정 후의 사도를 지배하도록 명을 받았다. 1590년의 오다와라 정벌에서도 가게카쓰를 수행하여 마쓰야마 성을 수비하고 있던 야마다 나오야스 휘하의 가네코 이에모토, 난바다 노리쓰구, 와카바야시 씨 등의 항복을 받아내고, 선봉으로써 하치오지 성을 공격하는 등 간토의 여러 성을 공략하였다. 그 후, 임진왜란에서는 가게카쓰를 따라 참전하여 웅천(熊川)에 왜성을 축성하였다. 또한 우에스기의 영토였던 쇼나이 지방에서도 다이호지 성의 개수나 잇키의 진압 등 여러 활동을 했다. 1595년 1월 가게카쓰가 히데요시로부터 에치고와 사도의 금·은 탄광에 대한 지배권을 얻었을 때 가네쓰구는 그의 대리로써 탄광을 관리하였다.
1598년 히데요시의 명령으로 가게카쓰가 에치고에서 아이즈의 120만석으로 전봉되었을 때 가네쓰구는 데와국 요네자와번에 6만석의 영지를 얻게 되었다. 이 전봉으로 우에스기 씨의 영토는 모가미를 경계로 아이즈·오키타마 지방과 쇼나이 지방으로 분단되었다. 가네쓰구는 이 분단된 영국 간의 연락 도로로써 아사히 산맥을 따라 연결된 산길인 아사히 군도를 정비하였다.
친토쿠가와로 우에스기가를 출분 한 후지타 신키치나 호리 슈지가 우에스기가 모반을 호소하면, 이전성의 공사를 허가했음이 분명한 이에야스는 우에스기가를 힐문한다. 이 때 이에야스를 격노시켜, 아이즈 원정을 결의시키는 계기가 된 나오에 장의 문면은 후세의 위작, 개찬의 가능성이 지적되고 있지만, 이에야스의 우에스기 정벌을 촉발시겼다.

### 세키가하라 전투
1598년 9월 18일에 히데요시가 죽으면서 도쿠가와 이에야스와 이시다 미쓰나리, 마에다 도시이에를 비롯한 다이로들이 대두하게 되었다. 가게카쓰와 가네쓰구는 전 영주 가모 씨의 거성 와카마쓰성을 대신해 새로운 성의 축성을 시작하였으나, 우에스기 씨에서 출분한 바 있었던 후지타 신키치와 호리 슈지가 이에야스에게 우에스기가 모반을 꾀하고 있다고 참소하여, 이에야스는 가게카쓰를 힐문하기 위해 가게카쓰에게 교토로 올 것을 명령하였으나, 가게카쓰의 대리로 가네쓰구가 나오에 장을 보냈다.
나오에 장을 보낸 후에도 가게카쓰는 상경을 하기로 하였었으나, 참언의 진위에 대한 변명이 거부되어, 가게카쓰는 상경을 거부하기로 결정하여 세키가하라 전투의 원인인 아이즈 정벌을 촉발시켰다. 가네쓰구는 사와야마 성에 칩거하고 있었던 이시다 미쓰나리와 연락함과 동시에 에치고에서 잇키를 획책하는 등 이에야스가 이끄는 정벌군을 요격할 계획을 짜고 있었으나, 미쓰나리가 먼저 거병함으로써 이에야스는 우에스기 씨의 공격을 중지하였다. 가네쓰구는 동군의 모가미 요시미쓰의 영지인 야마가타를 3만명의 정예 병대를 이끌고 침공했다. 모가미 요시미쓰와 우에스기 씨는 쇼나이 지방을 둘러싸고 격한 싸움을 벌인 적이 있었기 때문에 관계가 험악했다. 또한 우에스기 씨의 영지를 모가미 씨의 영지가 분단시키고 있었고, 모가미 씨의 입장에서는 모가미 씨의 영토를 우에스기 씨의 영지가 에워싸고 있는 형세였다.
가네쓰구는 하타게다니 성을 지키는 에구치 미쓰키요가, 요시미쓰가 일부의 성을 포기하려는 데에 저항하려 하자, 이들을 배제하고 공략하였다. 그 후, 시무라 미쓰야스가 지키는 하세도 성과 사토미 도미베가 지키는 가미야마 성을 공격하였다. (하세도 성 전투)

## 같이 보기
- 나오에장
- 하세도성 전투